# Abacena mundula
Abacena mundula är en fjärilsart som beskrevs av Philipp Christoph Zeller 1892. Abacena mundula ingår i släktet Abacena och familjen nattflyn. Inga underarter finns listade i Catalogue of Life.